# トニー・ハイマス
トニー・ハイマス（Tony Hymas、1943年9月23日 - ）は、イングランドのキーボード奏者、ピアニスト、および作曲家である。

## 略歴
ハイマスは、エクセター大聖堂の聖歌隊として音楽キャリアをスタートした。同期には、作曲家にして大聖堂のオルガニストであったバリー・ファーガソン、歌手でピアニストのロジャー・クレバードンが含まれていた。ハイマスは学校を卒業後、王立音楽アカデミーでハロルド・ルーベンスからピアノを学んだ。復活して「モダン」な形になった「バレエ・ランバート（ランバート・ダンス・カンパニーの別名）」にてカンパニー・ピアニストとなり、ダンサーであるグレン・テトリーの作品『Rag Dances』のためのスコアをハイマスは8日間かけて書いた。ランバートに就職した後、ハイマスは1970年代のロンドンにおける多忙なセッション・シーンで仕事を見つけていった。
1974年、児童文学作家であるロジャー・ハーグリーヴスの児童書に基づく、英国のテレビ・シリーズ『ミスターメン』のテーマソングを作曲した。
1976年から1978年にかけては、ジャック・ブルース・バンドでジャック・ブルースと共演した。また、ギタリストのジェフ・ベックと共に、1980年のアルバム『ゼア・アンド・バック』に参加した。彼はベックのために「Angel Footsteps」や「Brush with the Blues」などの曲を書いた。
1980年、ハイマスと、ベックお抱えのドラマーだったサイモン・フィリップスは、スコットランドの歌手であるジム・ダイアモンドをトリオ編成のバンド「Ph.D.」に雇い入れた。1982年に「I Won't Let You Down」という曲によってイギリスでトップ10ヒットを記録したが、1年経ち、その後のシングルの売り上げが低迷したこともあり、ダイアモンドがソロとしてのキャリアに戻ることに決めた。ハイマスは再び、ジェフ・ベックの1989年のアルバム『ギター・ショップ』にて、キーボードとシンセサイザーを演奏している。ハイマスは、ソロ・プロジェクトを始めた後のダイアモンドにも協力し続けた。デュオとして2009年に3枚目の「Ph.D.」の作品となる『Three』と題されたアルバムを発表し、2015年にダイアモンドが亡くなるまで活動を共にした。
ハイマスのアルバムには、『De l'origine du Monde』 (2010年)、『Chroniques de resistance』 (2013年)、『Hope Street』 (Nato)、そしてUrsus Minorとの作品『I Will Not Take 'But' for an Answer』 (2010年)などがある。2016年、彼は『Tony Hymas joue Léo Ferré』を録音した。これは、レオ・フェレの楽曲をピアノでカバーしたアルバムである。